# Gerhard Klein (Regisseur)
Gerhard Klein (* 1. Mai 1920 in Berlin; † 21. Mai 1970 in Ost-Berlin) war ein deutscher Filmregisseur und Drehbuchautor.

## Leben
Schon während der Zeit des Zweiten Weltkrieges beschäftigte sich der Sohn eines Drehers autodidaktisch mit dem Gebiet des Films. Wegen seiner Tätigkeit in der Widerstands-Organisation der KPD wurde er zweimal verhaftet. Nach Kriegsende war er im Hauptjugendausschuss der KPD und beim Jugendamt des Magistrats von Berlin aktiv.
Ab 1946 fing er dann bei der DEFA an, anfangs noch als Drehbuchautor für Kurzfilme, schon bald auch als Regieassistent im DEFA-Studio für Wochenschau und Dokumentarfilme. 1952 wechselte Klein dann zum DEFA-Studio für Spielfilme. Damals lernte er seine spätere Ehefrau, die Schriftstellerin Rosel Klein, kennen.
Nach einer Studienreise in die UdSSR war Klein maßgeblich am Aufbau des DEFA-Kinderfilmstudios beteiligt. Mit Alarm im Zirkus prägte er das Muster von Filmen, die reportagehaft aus dem geteilten Berlin berichten. Berlin – Ecke Schönhauser… offenbarte erstmals ein Halbstarken-Problem auch im Ostteil der Stadt. Als Klein und sein Drehbuchautor Wolfgang Kohlhaase acht Jahre später mit Berlin um die Ecke daran anknüpfen wollten, wurde die Produktion gestoppt.
Auch im Märchenfilm gelang Klein mit Die Geschichte vom armen Hassan (1958) ein Film, der – parabelhaft gestaltet – den dokumentarisch-poetischen Stil mit dem Lehrstückcharakter verbindet.
Nach Der Fall Gleiwitz, in der Klein den Überfall auf den Sender Gleiwitz rekonstruierte, widmete er sich in seinen weiteren Filmen der humorvollen Schilderung des DDR-Alltags. Von 1963 bis 1967 war Klein Abgeordneter der Volkskammer.
Klein erkrankte im Frühjahr 1970 während der Dreharbeiten zum Film Leichensache Zernik und starb wenig später.
Sein schriftlicher Nachlass befindet sich im Archiv der Akademie der Künste in Berlin.
Seine Grabstätte befindet sich auf dem Waldfriedhof Kleinmachnow.

## Filmografie
- 1950: Für ein einiges, glückliches Vaterland (Kurzfilm)
- 1951: Aladin (Regie, Drehbuch)
- 1954: Alarm im Zirkus (Regie)
- 1956: Eine Berliner Romanze (Regie)
- 1957: Berlin – Ecke Schönhauser… (Regie)
- 1958: Die Geschichte vom armen Hassan (Regie)
- 1958: Der Schinderhannes (Darsteller)
- 1959: Seltsame Jagd (Regie)
- 1961: Ein Sommertag macht keine Liebe (Regie)
- 1961: Der Fall Gleiwitz (Regie)
- 1963: Sonntagsfahrer (Regie)
- 1965: Berlin um die Ecke (Regie)
- 1965: Denk bloß nicht, ich heule (Darsteller)
- 1967: Geschichten jener Nacht (Episode 4 – Regie und Drehbuch)
- 1972: Leichensache Zernik (Drehbuch sowie Regie der abgebrochenen Erstverfilmung von 1970)

## Auszeichnung
Für den Film Alarm im Zirkus erhielt Klein den Nationalpreis der DDR III. Klasse für Kunst und Literatur.